# 鎌ケ谷市立南部小学校
鎌ケ谷市立南部小学校（かまがやしりつ なんぶしょうがっこう）は、千葉県鎌ケ谷市中沢にある公立小学校。

## 沿革

### 前史
- 明治7年（1874年）2月 - 道野辺簡易科学校設立。校舎は道野辺村の妙蓮寺（道野辺字東城105番地、現：東道野辺一丁目）を使用[1]。
- 明治13年（1890年）4月 - 道野辺簡易科学校が法典小学校道野辺分校となる[1]。
- 明治13年（1890年）5月 - 大野小学校中沢分校設立。校舎は中沢村の萬福寺（中沢字根郷484番地）を使用[1]。
- 明治22年（1889年）6月20日 - 鎌ヶ谷尋常小学校・大野小学校中沢分校・法典小学校道野辺分校の三校を統合し、中野尋常小学校が開校。校舎は道野辺の妙蓮寺を使用[1][2]。
- 明治24年（1891年）7月4日 - 鎌ヶ谷尋常小学校が分離独立[2]。
- 明治36年（1903年）12月5日 - 中沢字外和戸841番地に専用校舎を新築し移転。
- 大正11年（1922年）5月22日 - 村内の鎌ヶ谷尋常小学校、中野尋常小学校、明尋常小学校の三校を統合し、道野辺に鎌ヶ谷尋常高等小学校が開校。旧中野尋常小学校は鎌ヶ谷尋常小学校第二分校となる[注釈 1]。

### 開校以後
- 昭和40年（1965年）4月1日 - 鎌ヶ谷小学校第二分校が鎌ヶ谷町立南部小学校として独立し、開校。
- 昭和46年（1971年）9月1日 - 市制施行により、鎌ヶ谷市立南部小学校に改称。
- 昭和49年（1974年）6月 - 鎌ヶ谷グリーンハイツへの入居開始にともなう児童数の激増により、中沢字南久保726番地（現在地）に新校舎を建設。二年生・三年生・五年生・六年生が新校舎に移る。
- 昭和50年（1975年）4月 - 新校舎の竣工により全学年の移転が完了。
- 昭和52年（1977年）4月 - 鎌ヶ谷市立道野辺小学校の開校にともない、学区の一部を道野辺小学校へ移管。

## 学区
- 大字道野辺のうち 1番地-68番地、118番地-128番地、185番地-228番地、370番地、388番地、393番地、1026番地-1078番地
- 道野辺中央五丁目のうち 8番-14番
- 東道野辺一丁目のうち 4番-13番
- 西道野辺（全域）
- 馬込沢（全域）
- 大字中沢のうち 1番地-772番地、774番地、776番地-780番地、789番地-794番地、796番地-1223番地、1341番地-1386番地
- 中沢新町（全域）

※2022年9月現在